# José Carlos Valdez Calva
Pour les articles homonymes, voir Valdez et Calva.
Cet article possède un paronyme, voir José Valdez.
Valdez  Calva est un nom espagnol. Le premier nom de famille, en général paternel, est Valdez ; le second, en général maternel, souvent omis, est Calva.
José Carlos Valdez Calva (né le 2 septembre 1986) est un coureur cycliste mexicain.

## Biographie
Le Tour du Mexique 2008 reste sa meilleure course par étapes. Dans cette compétition, reconnue par l'UCI, non seulement, il s'impose dans la huitième étape, mais il termine cinquième au classement général final de l'épreuve. Il s'adjuge, en outre, le classement des moins de 23 ans. L'année suivante, il passe six mois dans l'équipe continentale espagnole Burgos Monumental-Castilla y León.

## Palmarès
- 2006
  - 5e étape de la Vuelta Sonora
- 2008
  - 8e étape du Tour du Mexique
  - 3e du championnat du Mexique sur route espoirs

## Classements mondiaux
| Année            | 2006 | 2007 | 2008 | 2009 | 2010 | 2011 | 2012 |
| ---------------- | ---- | ---- | ---- | ---- | ---- | ---- | ---- |
| UCI America Tour | 176e |      | 158e | 374e |      |      | 331e |